# Tama County
Tama County är ett administrativt område i delstaten Iowa, USA. 17 767 invånare. Den administrativa huvudorten (county seat) är Toledo.

## Geografi
Enligt United States Census Bureau har countyt en total area på 1 871 km². 1 868 km² av den arean är land och 3 km² är vatten.

### Angränsande countyn
- Grundy County - nordväst
- Black Hawk County - nordost
- Benton County - öst
- Poweshiek County - söder
- Marshall County - väst
- Iowa County - sydost

### Orter

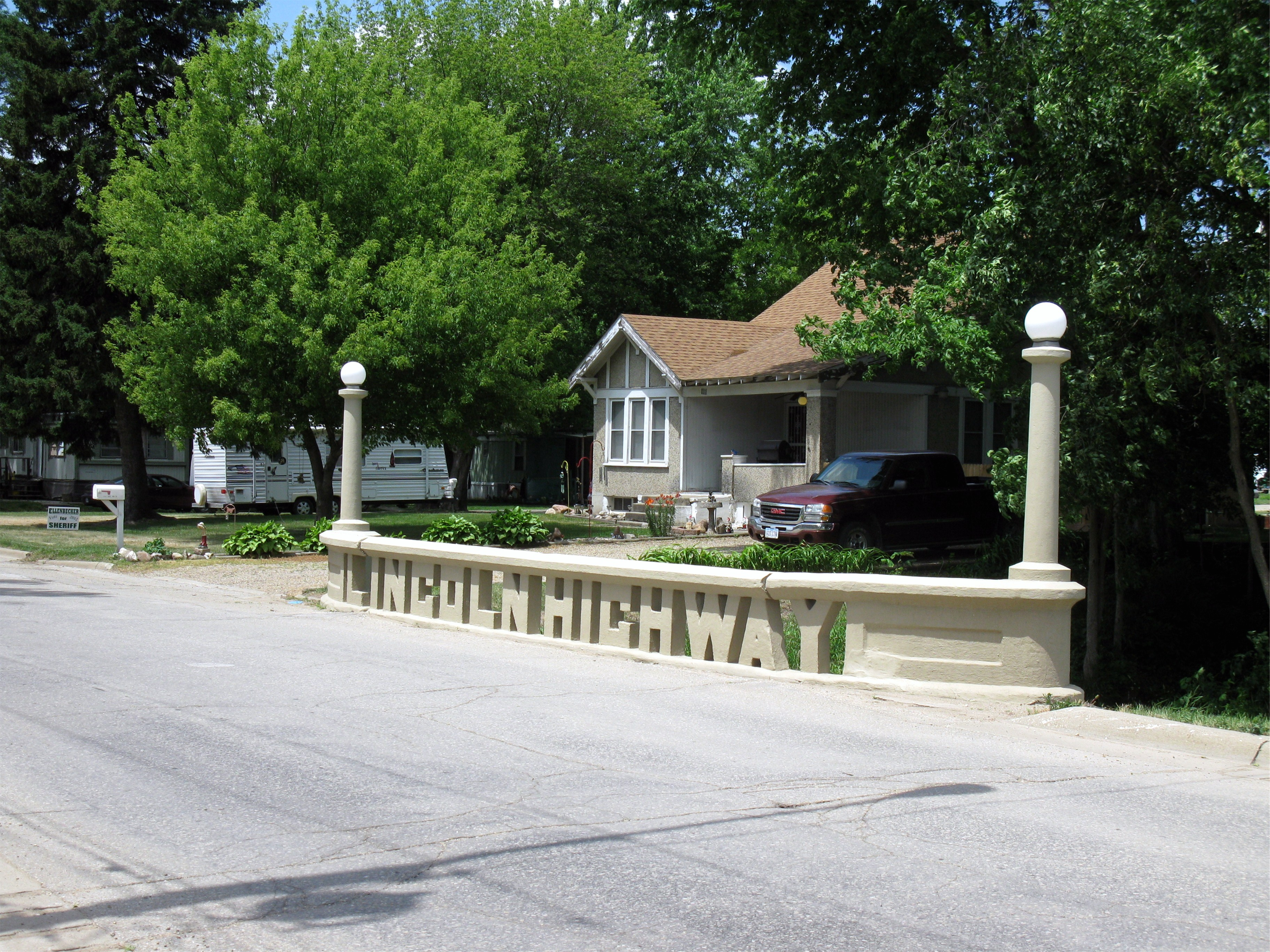
Lincoln Highway Bridge.

- Lincoln